# Antonio Indjai
Antonio Indjai er Guinea-Bissaus hærs stabschef. Han gennemførte 1. April 2010 et militærkup i Guinea-Bissau.
I august 2021 efterlyses Antonio Indjai af USA for sit påståede engagement i narkotikahandel. Washington tilbyder 5 millioner dollars til den, der vil anholde ham.